# Vuhreščica
Vúhreščica je desni pritok Drave iz osrednjega Pohorja. Najzgornejši del se imenuje Črni potok in izvira pod Črnim vrhom, temu se kmalu pridruži več manjših potokov iz globoko zarezanih gozdnatih grap na severni strani Pohorja, niže ob vznožju pa se združijo v Vuhreščico. Ta teče najprej proti severu, ko doseže Ribniško-Lovrenško podolje, se obrne proti severozahodu, v spodnjem toku pa spet teče v glavnem proti severu, vse do izliva v Dravo v naselju Vuhred. V povirnem delu sta največja pritoka Samčev in Kraljev potok, v spodnjem toku se ji z leve pridruži še nekoliko večji Antonski potok. Janez Koprivnik njeno povirje opiše takole: »Vuhreščica se sestavlja iz velikega števila potokov, ki imajo svoje izvirke pod Malo in Veliko Kôpo, Pungartom in Črnim Vrhom, potemtakem po vsem Hudem Kotu.«
Povirni deli Vuhreščice segajo v pas metamorfnih kamnin na južni strani pohorskega tonalitnega masiva (granodiorit), v katerega je potok s pritoki vrezal globoke, strme in ozke grape. Na severni strani tonalitnega masiva ponovno prečka ozek pas metamorfnih kamnin, nato priteče v nekoliko nižji in položnejši svet Ribniško-Lovrenškega podolja, ki je zgrajen iz mehkejših miocenskih kamnin (peščenjak in peščeni lapor). V spodnjem toku se je potok ponovno vrezan v pas trših metamorfnih kamnin (blestnik), zato je ta del doline ožji, vse do iznad Vuhreda, kjer vstopi v širšo Dravsko dolino, kamor je nasul izrazit vršaj, na katerem stoji naselje Vuhred.
Na celotni poti teče potok po slikoviti naravni strugi, v zgornjem toku po gozdu, v srednjem in spodnjem toku jo na bregovih obrašča gosto obvodno rastje. V zgornjem in spodnjem toku teče v veliki meri po živoskalni podlagi, v srednjem toku v podolju po lastnih prodnih naplavinah. V tem delu je ob njem tudi ožja ali širša naplavna ravnica, po kateri potok pogosto prestavlja svojo strugo. Vuhreščica je izrazit hudournik, zato je tik ob njej le nekaj stanovanjskih in drugih hiš, tako da večji vodnogradbeni posegi niso bili potrebno, razen v spodnjem toku v Vuhredu tik pred izlivom, kjer sta na potoku dve prečni pregradi. Le v srednjem toku, kjer je ob potoku nekaj naplavne ravnice, so njeni najnižji deli izpostavljeni hudourniškim poplavam.
Vuhreščica in njeni pritoki so bili v preteklosti zelo pomemben vir energije za pogon žag in manjših mlinov, v Vuhredu je bila na njej nekoč tudi manjša elektrarna. Leta 1825 je na potoku in pritokih obratovalo 51 žag, od tega 39 na Vuhreščici, pet na Samčevem potoku, štiri na Antonskem potoku in tri na Robnikovem potoku. Živahno je bilo ob Vuhreščici še pred drugo svetovno vojno, saj »Ob Vuhreščici se vrsti nebroj žag poleg mlinov in manjših elektrarn«, po koncu vojne pa so druga za drugo utihnile. Le ob spodnjem toku deluje manjša hidroelektrarna.
Zaradi dobro ohranjene struge in čiste vode je Vuhreščica bogata z ribami, saj so v njej drstišča potočne postrvi (Salmo trutta), klena (Leuciscus cephalus cephalus), platnice (Rutilus pigus virgo) in zelenike (Alburnus alburnus alburnus).
Povirni deli Vuhreščice s pohorskimi pritoki so vključeni v varstveno območje Natura 2000 Pohorje, njen celotni tok s pritoki pa je vključen v varstveno območje Natura 2000 Zgornja Drava s pritoki. Leta 2008 so v Vuhredu odprli Vodno učno pot Vuhreščica.